# Long Whatton
Long Whatton – wieś w Anglii, w hrabstwie Leicestershire. Leży 22 km na północny zachód od miasta Leicester i 165 km na północny zachód od Londynu.